# Sala Samobójców
Sala Samobójców (Suicide Room, em inglês /A Sala do Suicídio, em português), é um filme polonês de drama, dirigido por Jan Komasa. O filme é centrado em torno de Dominik Santorski, um garoto sensível e perdido, que é filho de pais ricos e bem sucedidos. Depois de desafios e eventos de humilhação, colegas de classe dizem que Dominik é homossexual e zombam dele em redes sociais. Ele, humilhado, se recusa a ir para a escola e para de se preparar para os exames finais. Esses problemas se agravam com seus pais, que estão quase sempre fora de casa. Entrando numa profunda depressão, Dominik se isola em seu quarto. Nesse período, ele conhece uma garota suicida na internet, e eles criam um laço emocional e intelectual. Com o passar do tempo, Dominik perde o contato com o mundo real, se tornando mais absorto num mundo virtual.
O filme teve sua estreia em 12 de fevereiro de 2011 no Festival de Berlim, e em 28 de fevereiro de 2011 no Złote Tarasy (Varsóvia, Polônia). Foi lançado nos cinemas no dia 4 de março de 2011. O filme ganhou diversos prêmios, incluindo Melhor Ator (Jakub Gierszał), Melhor Atriz (Roma Gąsiorowska), Melhor Roteiro (Jan Komasa) e Melhor Filme.

## Enredo
O filme começa em um teatro, onde Dominik Santorski e seus pais ouvem Der Doppelgänger, de Schubert, o que nos providencia uma chave para a interpretação do filme todo. Seus pais têm carreiras bem sucedidas e são ausentes na vida de seu filho. Dominik é popular na escola particular em que estuda, mas também é mimado pelas regalias que seus pais o dão. Na escola, os amigos de Dominik assistem a um vídeo de auto-mutilação em seu computador. Mais tarde, ele assiste ao resto do vídeo e deixa um comentário a quem o postou.
Depois da festa de formatura, Dominik bebe com seus amigos, quando uma garota admite que teve uma experiência lésbica. Ela, então, demonstra isso para seus amigos beijando outra garota. Depois, os amigos de Dominik o pedem para beijar seu amigo, Aleksander, para o grupo continuar entretido. Um vídeo do beijo é postado em uma rede social, e os amigos de Dominik ficam o provocando por causa do beijo nos dias seguintes. Ele entra na brincadeira, retornando ao falso olhar de saudade de Aleksander. Mais tarde, na aula de judô, Dominik e Aleksander estão treinando e Dominik fica preso embaixo de seu amigo. com calor do momento e a fricção qiue se segue, Dominik se excita ao ponto de ejacular. Aleksander conta o essa situação na rede social, onde foi postado o video do beijo, o que enfurece Dominik.
Por seu comentário feito no vídeo de auto-mutilação, ele é convidado a se juntar numa rede social em 3D. Ele conhece Sylvia , uma garota com tendências suicidas que se corta e usa uma máscara. No Sala Samobójców (Quarto do Suícidio, em português). Lá, os membros do grupo assistem a filmes de pessoas se matando. Sylvia e Dominik criam um laço e ele começa a faltar na escola para passar mais tempo com ela e fugir do bullying.
Dominik e sua família vão a outro espetáculo de ópera, onde tentam uní-lo com a filha do ministro. Ele, então, insiste que é gay e começa a beijar um busto masculino no hall de entrada. Seus pais, envergonhados pela atitude do filho, ficam bravos com ele e o forçam a voltar para a escola. Ele volta para casa e vê um vídeo postado que mostra fantoches de sombra (nomeados Dominik e Aleksander), se envolvendo em diversos atos sexuais. O vídeo faz Dominik chorar e fazer alvoroço em seu quarto.
Sylvia zomba dele por ele estar triste. Ela diz que ele é diferente dos outros e o encoraja a assustar as pessoas normais. Dominik muda seu estilo, adotando o estilo do cabelo e das roupas da subcultura emo e leva a arma de seu pai para a escola. Dominik assume uma postura desafiadora, encara os colegas que fazem piadas com ele. no final da aula quando Aleksander e alguns amigos tentam o abordar, Dominik fica em pânico e corre para a segurança de um táxi. Quando conta o incidente para Sylvia, ele afirma que assustou seus amigos e que estava no controle total da situação. Eles retornam ao Sala Samobójców, e Dominik descobre que Sylvia não sai de seu quarto há 3 anos. Ele passa 10 dias trancado em seu quarto conversando com ela e se recusa a comer. Esses eventos passam despercebidos por seus pais, que por vezes passam dias fora de casa a negócios, e se envolvem em relações sexuais extraconjugais. Por fim, a governanta chama a polícia, que arromba a porta do quarto de Dominik e o encontra sentado numa poça de seu próprio sangue ao lado de um espelho quebrado. Ele é enviado à um hospital e mantido em uma ala psiquiátrica por 3 dias. Seus pais chegam para levá-lo para casa afirmando que não há nada de errado com ele, e que ele não deveria estar desperdiçando seu tempo no hospital quando deveria estar estudando para os exames finais.
Quando Dominik volta para casa e retorna ao Sala Samobójców, ele ouve o grupo discutindo seus planos de suicídio, mas eles se recusam a discutí-los perto dele. Ao ouvir que seus pais estão tentando fazê-lo falar com um psiquiatra, Sylvia se abre com ele. Ela conta para Dominik uma história de amor que acaba com os amantes se matando com pílulas e álcool. Depois de dizer dizer que é assim que ela quer morrer, ela implora que ele consiga pílulas com o médico para dar a ela.
Com a ordem do psiquiatra, os pais de Dominik o escrevem uma carta. Ele a lê para Sylvia, que a acha hilária, antes de rasgá-la. Seus pais decidem que os métodos do médico não curarão Dominik antes dos exames finais, então eles procuram o nome de um que vai simplesmente dar drogas para ele. Quando o novo médico chega e entrevista Dominik, Sylvia guia suas respostas para que o médico o dê as pílulas certas. Ele segue as ordens que Sylvia dá, mas menciona continuamente que ninguém deveria querer morrer, num apelo para que ela reconsidere seu suicídio.
Enquanto Dominik e Sylvia discutem aonde se encontrarão para trocarem as pílulas, o pai de Dominik arranca o roteador antes de seus planos estarem definidos. Dominik entra em pânico, pulando da ameaça de matar os pais, para a imploração que sua mãe o ajude. Ela tenta ligar os fios novamente, mas é impedida pelo marido que a ameaça fisicamente. Dominik explode e finalmente sai do quarto, tendo um colapso. Depois, ele explica para seus pais o que é o Sala Samobójców. Ele diz que os membros são como uma família, e seus pais o proíbem de voltar, dizem que ele vai continuar sem ter acesso a internet. nem mesmo para explicar que ele não poderá mais retornar.
Ainda querendo falar com Sylvia, Dominik leva as pílulas para o bar em que eles haviam combinado se encontrar. O bartender o força a pedir alguma coisa, o que o leva a beber uma cerveja grande. Ele vai até o banheiro e decide se livrar das pílulas. Depois de jogar alguns punhados na privada, ele toma uma das pílulas seguidas por mais dois punhados. saindo do banheiro Dominik encontra um casal se beijando e começa a filmá-los. Eles pegam a câmera dele e filmam seu delírio. Ele zomba de seu pai, de sua mãe e de si mesmo, rindo de sua própria imitação de embriagado. Quando volta ao bar, Dominik vê Sylvia esperando por ele. Eles vão para o meio da pista de dança e se beijam apaixonadamente. Pela primeira vez no filme, ele está feliz.
Mais tarde no Sala Samobójców, Sylvia está falando com seus seguidores e discutindo sobre a longa ausência de Dominik no grupo. Eles veem o avatar de Dominik se aproximar e descobrem que é sua mãe que está usando a conta. Ela os agradece por estarem lá e apoiarem seu filho, e anuncia que ele está morto, os usuários da sala começam a deslogar com a noticia, deixando apenas Sylvia e Beata Santorski, a mãe de Dominik, conversando, ate que Sylvia tambem desloga arranca o fio da internet da parede e tropeça através de seu quarto, derrubando pilhas de lixo. Ela abre a porta e sai de lá pela primeira vez em três anos, berrando e gritando no gramado à frente.
O filme acaba com os pais de Dominik no balé, apesar de divorciados e sentando em lugares diferentes. As cenas do casal bêbado que ele filmou são intercaladas com o balé. É revelado que, ao invés de ter retornado ao bar, Dominik estava gritando por seus pais no banheiro enquanto morria de overdose, o encontro no bar com Sylvia foi provavelmente uma alucinação. Ele coloca os dedos na garganta numa tentativa de vomitar as pílulas, mas já é tarde demais. O vídeo acaba no mural do Sala Samobójców.

## Elenco
| Ator/Atriz           | Personagem           |
| -------------------- | -------------------- |
| Jakub Gierszał       | Dominik Santorski    |
| Roma Gąsiorowska     | Sylvia               |
| Agata Kulesza        | Beata Santorska      |
| Krzysztof Pieczyński | Andrzej Santorski    |
| Filip Bobek          | Marcin               |
| Bartosz Gelner       | Aleksander           |
| Danuta Borsuk        | Nadia                |
| Piotr Nowak          | Jacek                |
| Krzysztof Dracz      | o ministro           |
| Aleksandra Hamkało   | Karolina             |
| Kinga Preis          | a psiquiatra         |
| Anna Ilczuk          | Ada                  |
| Bartosz Porczyk      | o estilista          |
| Wiesław Komasa       | o diretor            |
| Karolina Dryzner     | Jowita               |
| Ewelina Paszke       | a mulher do ministro |
| Tomasz Schuchardt    | o escolta            |

## Festivais e Prêmios
Em abril de 2011, o filme ganhou um prêmio da Federação Internacional de Críticos de Cinema no International Festival of Independent Cinema Off Plus Camera. Em junho, no 36º Festiwal Polskich Filmów Fabularnych w Gdyni, ganhou o prêmio Silver Lions, e muitos outros prêmios individuais: para Bartosz Purkiewicz (Melhor Som), e Dorota Roqueoplo (Melhor Figurino). Jakub Gierszał pelo papel principal de Dominik, foi nomeado ao Prize of Zbigniew Cybulski de 2011. Na competição, o filme ganhou um prêmio da audiência. Em novembro de 2011, ganhou 3 estatuetas nas categorias: Melhor Fotografia, Melhor Roteiro e Melhor Filme 2010/2011. Jakub Gierszał, no papel principal de Dominik, também ganhou um prêmio de Melhor Ator.

Prêmios
- 14th Polish Film Awards[3][4]
  - Águia de Melhor Edição: Bartosz Pietras
  - Águia de Descoberta do Ano: Jan Komasa
- Gold Ducks 2011[3][5]
  - Melhor Filme: Jan Komasa
  - Melhor Atriz: Roma Gąsiorowska
  - Melhor Ator: Jakub Gierszał
  - Melhor Roteiro: Jan Komasa
  - Melhor Fotografia: Radosław Ładczuk
- New Horizons Film Festival 2011[3]
  - Novos Filmes Poloneses: Jan Komasa
  - Melhor Estreia: Jan Komasa
- 36th Polish Film Festival[2][3]
  - Silver Lions de Melhor Filme
  - Silver Lions de Melhor Produção: Jerzy Kapuściński
  - Outros 2 prêmios individuais e 5 prêmios especiais
- Camerimage 2011[3][6]
  - Melhor Filme Polonês

## Ligações Externas
Suicide room no Internet Movie Database
Suicide room no All Movie